# حبيب حبيبو
محمدو حبيب حبيبو (بالفرنسية: Habib Habibou)‏ مواليد 16 أبريل 1987 لاعب كرة قدم من جمهورية أفريقيا الوسطى يجيد اللعب في خط الهجوم. لعب سابقاً لصالح نادي قطر منذ عام 2017 .

## روابط خارجية
- حبيب حبيبو على موقع اتحاد تركيا (لاعب) (الإنجليزية)
- حبيب حبيبو على موقع قاعدة بيانات كرة القدم.إي يو (الإنجليزية)
- حبيب حبيبو على موقع ناشيونال فوتبول تيمز (الإنجليزية)
- حبيب حبيبو على موقع Soccerbase.com (لاعب) (الإنجليزية)
- حبيب حبيبو على موقع Soccerway.com (الإنجليزية)
- حبيب حبيبو على موقع عالم كرة القدم.نت (الإنجليزية)
- حبيب حبيبو على موقع AS.com (الإسبانية)